# 멜린 변환
해석학에서 멜린 변환(Mellin變換, 영어: Mellin transform)은 양의 실수선 위의 함수에 대하여 정의되는 적분 변환의 일종이다. 푸리에 변환에 지수 함수를 합성한 것이다. 이에 따라, 푸리에 변환이나 라플라스 변환이 평행 이동에 대하여 호환되는 것에 반해, 멜린 변환은 확대 변환에 대하여 호환된다. 원래 함수의 0 또는 무한대에서의 점근적 급수의 계수는 멜린 변환의 극점의 계수로 주어진다.

## 정의
{\displaystyle \mathbb {K} \in \{\mathbb {R} ,\mathbb {C} \}}라고 하자. 양의 실수선 ({\displaystyle \mathbb {R} ^{+}=(0,\infty )}) 위에 정의된 실수 값 함수
{\displaystyle f\in \operatorname {L} ^{1}(\mathbb {R} ^{+};\mathbb {K} )}
{\displaystyle f\colon (0,\infty )\to \mathbb {K} }
가 주어졌다고 하자. ({\displaystyle \operatorname {L} ^{1}}은 1차 르베그 공간, 즉 절댓값 적분 가능 함수 공간이다.) {\displaystyle {\mathcal {M}}f}의 정의역은 위 적분이 수렴하는 복소수 {\displaystyle s\in \mathbb {C} }들의 집합이다.
그렇다면, {\displaystyle f}의 멜린 변환은 (만약 존재한다면) 다음과 같은 적분 변환이다.
{\displaystyle {\mathcal {M}}f(s)=\int _{0}^{\infty }x^{s}f(x)\,{\frac {\mathrm {d} x}{x}}}

### 확장된 멜린 변환
만약 위와 같은 멜린 변환이 수렴하지 않더라도, 일부 경우 멜린 변환을 다음과 같이 정의할 수 있다.:§1
우선, 함수 {\displaystyle f\in \operatorname {L} ^{1}(\mathbb {R} ^{+};\mathbb {C} )}가 0 근처에서 점근적 급수
{\displaystyle f(x)\sim \sum _{i=0}^{\infty }a_{i}x^{\alpha _{i}}(\ln x)^{m_{i}}}
를 갖는다고 하자. (이 급수는 점근적 급수이다. 즉, 수렴할 필요는 없다.) 여기서
{\displaystyle \alpha _{i}\in \mathbb {C} }
는
{\displaystyle \Re \alpha _{0}\leq \Re \alpha _{1}\leq \Re \alpha _{2}\leq \cdots }
{\displaystyle \sup _{i=0}^{\infty }\Re \alpha _{i}=\infty }
를 만족시키는 복소수열이며,
{\displaystyle m_{i}\in \mathbb {N} }
는 자연수(음이 아닌 정수)의 수열이다.
그렇다면, 임의의 {\displaystyle 0<T<\infty }에 대하여 "부분 멜린 변환"
{\displaystyle {\mathcal {M}}f(s)=\int _{0}^{T}x^{s}f(x)\,{\frac {\mathrm {d} x}{x}}}
는 해석적 연속을 가하면 복소평면 위의 유리형 함수이며, 그 극점들은 {\displaystyle -\alpha _{i}}에 위치하며, 극점 근처에서의 로랑 급수는 다음과 같다.
{\displaystyle {\mathcal {M}}f(s)={\frac {(-1)^{m_{i}}m_{i}!a_{i}}{(s+\alpha _{i})^{m_{i}+1}}}+{\mathcal {O}}\left((s+\alpha _{i})^{-m_{i}}\right)}
마찬가지로, {\displaystyle f}가 무한대 근처에서 점근적 급수
{\displaystyle f(x)\sim \sum _{i=0}^{\infty }b_{i}x^{\beta _{i}}(\ln x)^{n_{i}}}
를 갖는다고 하자. 여기서
{\displaystyle \beta _{i}\in \mathbb {C} }
는
{\displaystyle \Re \beta _{0}\geq \Re \beta _{1}\geq \Re \beta _{2}\geq \cdots }
{\displaystyle \inf _{i=0}^{\infty }\Re \beta _{i}=-\infty }
를 만족시키는 복소수열이며,
{\displaystyle n_{i}\in \mathbb {N} }
는 자연수(음이 아닌 정수)의 수열이다. 그렇다면, 임의의 {\displaystyle 0<T<\infty }에 대하여 "부분 멜린 변환"
{\displaystyle {\mathcal {M}}f(s)=\int _{T}^{\infty }x^{s}f(x)\,{\frac {\mathrm {d} x}{x}}}
는 해석적 연속을 가하면 복소평면 위의 유리형 함수이며, 그 극점들은 {\displaystyle -\beta _{i}}에 위치하며, 극점 근처에서의 로랑 급수는 다음과 같다.
{\displaystyle {\mathcal {M}}f(s)=-{\frac {(-1)^{n_{i}}n_{i}!b_{i}}{(s+\beta _{i})^{n_{i}+1}}}+{\mathcal {O}}\left((s+\beta _{i})^{-n_{i}}\right)}
이에 따라, 임의의 {\displaystyle 0<T<\infty }에 대하여 (일반화) 멜린 변환을 위와 같은 두 "부분 멜린 변환"의 해석적 연속의 합인 유리형 함수로 정의할 수 있으며, 이는 {\displaystyle 0<T<\infty }의 선택에 의존하지 않는다.
이러한 꼴의 함수에 대하여, 기본대는
{\displaystyle (\alpha _{0},\beta _{0})}
이다. 특히 {\displaystyle \beta >\alpha _{0}}일 수 있는데, 이 경우 고전적 멜린 변환은 정의되지 않는다.

## 성질

### 정의역
임의의 {\displaystyle f\in \operatorname {L} ^{1}((0,\infty );\mathbb {K} )}에 대하여, {\displaystyle {\mathcal {M}}f}의 정의역은 다음과 같은 꼴이다.
{\displaystyle (a,b)+\mathrm {i} \mathbb {R} \subseteq {\mathcal {M}}f\subseteq [a,b]+\mathrm {i} \mathbb {R} \qquad (a,b\in \mathbb {R} )}
즉, 경계에서의 영집합을 제외하면 나머지는 {\displaystyle (a,b)+\mathrm {i} \mathbb {R} } 꼴의, 복소평면의 띠이다. 이를 {\displaystyle f}의 기본대(基本帶, 영어: fundamental strip)라고 한다.
특히, 임의의 {\displaystyle f\in \operatorname {L} ^{2}((0,\infty );\mathbb {K} )}에 대하여, {\displaystyle f}의 기본대는 항상 {\displaystyle 1/2+\mathrm {i} \mathbb {R} }를 포함한다.
임의의 두 실수 {\displaystyle \alpha ,\beta }에 대하여, 만약 함수 {\displaystyle f\in \operatorname {L} ^{1}(\mathbb {R} ^{+};\mathbb {K} )}가
{\displaystyle f\in \operatorname {O} (x^{-\alpha })\qquad (x\to 0^{+})}
{\displaystyle f\in \operatorname {O} (x^{-\beta })\qquad (x\to +\infty )}
와 같은 점근적 성질을 갖는다면, 열린구간 {\displaystyle (\alpha ,\beta )\subseteq \mathbb {R} }는 {\displaystyle f}의 기본대에 속한다.

### 멜린 역변환
멜린 변환은 다음과 같은 역을 갖는다.
{\displaystyle {\mathcal {M}}^{-1}F(x)={\frac {1}{2\mathrm {\pi } i}}\int _{c-\mathrm {i} \infty }^{c+\mathrm {i} \infty }x^{-s}F(s)\,\mathrm {d} s}
여기서 {\displaystyle c\in \mathbb {R} }는 임의의 상수이며, {\displaystyle x^{-s}}는 주분지(영어: principal branch)를 사용한다.
특히, 만약 {\displaystyle f\in \operatorname {L} ^{2}((0,\infty );\mathbb {K} )}일 경우, 항상 {\displaystyle c=1/2}로 잡을 수 있다.

### 연산과의 호환
멜린 변환은 다음 성질들을 만족시킨다.:§1, (2)
{\displaystyle {\mathcal {M}}(x\mapsto f(\alpha x))\colon s\mapsto \alpha ^{-s}{\mathcal {M}}f(s)}
{\displaystyle {\mathcal {M}}(x\mapsto x^{\alpha }f(x))\colon s\mapsto {\mathcal {M}}f(s+\alpha )}
{\displaystyle {\mathcal {M}}(x\mapsto f(x^{\alpha }))\colon s\mapsto \alpha ^{-s}{\mathcal {M}}f(s/\alpha )}
{\displaystyle {\mathcal {M}}(x\mapsto f(1/x))\colon s\mapsto {\mathcal {M}}f(-s)}
{\displaystyle {\mathcal {M}}(x\mapsto \mathrm {d} f(x)/\mathrm {d} x)\colon s\mapsto (1-s){\mathcal {M}}f(s-1)}

### 유니터리성
복소수 힐베르트 공간 {\displaystyle \operatorname {L} ^{2}(\mathbb {R} ^{+};\mathbb {C} )}에서, 다음을 정의하자.
{\displaystyle {\tilde {\mathcal {M}}}f(s)={\frac {1}{\sqrt {2\pi }}}{\mathcal {M}}f(s+\mathrm {i} s)}
{\displaystyle {\tilde {\mathcal {M}}}^{-1}F(x)={\frac {1}{\sqrt {2\pi }}}\int _{-\infty }^{\infty }x^{-1/2-\mathrm {i} s}F(s)\;\mathrm {d} s}
그렇다면,
{\displaystyle {\tilde {\mathcal {M}}}\colon \operatorname {L} ^{2}(\mathbb {R} ^{+};\mathbb {C} )\to \operatorname {L} ^{2}(\mathbb {R} ;\mathbb {C} )}
는 두 복소수 힐베르트 공간 사이의 유니터리 변환(=등거리 복소수 선형 변환)을 정의한다.

### 다른 변환과의 관계
적절한 조건 아래, 멜린 변환은 다음과 같이 푸리에 변환({\displaystyle {\mathcal {F}}})으로 표현된다.
{\displaystyle {\mathcal {M}}f(s)={\mathcal {F}}[f\circ \exp ](-\mathrm {i} s)}
{\displaystyle {\mathcal {F}}f(s)={\mathcal {M}}[f\circ (-\ln )](\mathrm {i} s)}
마찬가지로, 양쪽 라플라스 변환 {\displaystyle {\mathcal {B}}}와의 관계는 다음과 같다.
{\displaystyle {\mathcal {B}}f(s)={\mathcal {M}}[f\circ (-\ln )](s)}
{\displaystyle {\mathcal {M}}f(s)={\mathcal {B}}[x\mapsto f(\exp(-x))](s)}

## 예
수론에서 자주 등장하는 함수
{\displaystyle f(x)=[x>1]x^{a}}
를 생각하자. ({\displaystyle [\cdots ]}는 아이버슨 괄호, 즉 괄호 속의 명제가 참이면 1, 거짓이면 0이다.)
그 멜린 변환은 다음과 같다.
{\displaystyle {\mathcal {M}}f(s)=-{\frac {1}{s+a}}\qquad (\Re (s+a)<0)}

### 지수 함수 → 감마 함수
함수
{\displaystyle f\colon x\mapsto \exp(-x)}
의 멜린 변환은 다음과 같이 감마 함수이다.
{\displaystyle {\mathcal {M}}f(s)=\int _{0}^{\infty }x^{s-1}\exp(-x)dx=\Gamma (s)}
위 적분이 수렴하는 {\displaystyle s\in \mathbb {C} }의 값, 즉 멜린 변환의 정의역은 다음과 같다.
{\displaystyle \operatorname {dom} ({\mathcal {M}}f)=([0,\infty )+\mathrm {i} \mathbb {R} )\setminus \{0\}}
특히, {\displaystyle x\mapsto \exp(-x)}의 멜린 변환의 기본띠는 {\displaystyle \mathbb {R} ^{+}+\mathrm {i} \mathbb {R} }이다.
그 역변환인 적분
{\displaystyle {\mathcal {M}}^{-1}\Gamma (x)={\frac {1}{2\mathrm {\pi } \mathrm {i} }}\int _{c-\mathrm {i} \infty }^{c+\mathrm {i} \infty }x^{-s}\Gamma (s)\,\mathrm {d} s}
을 카앵-멜린 적분(영어: Cahen–Mellin integral)이라고 한다.

### 세타 함수 → 리만 제타 함수
야코비 세타 함수 {\displaystyle \theta (x)}의 멜린 변환은 리만 제타 함수이다.
{\displaystyle {\mathcal {M}}\theta (s)=\int _{0}^{\infty }x^{s-1}\theta (x)\;\mathrm {d} x=\zeta (s)}

### 베르누이 수
베르누이 수의 생성 함수
{\displaystyle f(x)=\sum _{i=0}^{\infty }{\frac {B_{i}x^{i-1}}{i!}}={\frac {1}{\exp(x)-1}}}
의 멜린 변환은 다음과 같다.
{\displaystyle {\mathcal {M}}f(s)=\Gamma (s)\zeta (s)}
여기서 {\displaystyle \Gamma }는 감마 함수이며 {\displaystyle \zeta }는 리만 제타 함수이다. 이에 따라, 감마 함수의 극점을 통해 리만 제타 함수의 음의 정수에서의 값이
{\displaystyle \zeta (-n)=(-1)^{n}{\frac {B_{n+1}}{n+1}}\qquad (n\in \mathbb {N} )}
임을 알 수 있다.

## 역사
핀란드의 수학자 로베르트 얄마르 멜린(스웨덴어: Robert Hjalmar Mellin, 1854~1933)이 도입하였다. 이후 외젠 카앵(프랑스어: Eugène Cahen, 1865~1941)이 그 이론을 개량하였다.

## 응용

### 물리학
양자장론에서, 분배 함수의 멜린 변환은 1고리 진공 진폭(영어: one-loop vacuum amplitude)이라고 한다. 즉, 해밀토니언 연산자 {\displaystyle H}에 대하여,
{\displaystyle \operatorname {tr} (H^{-s})}
를 생각하자. 이는 {\displaystyle s=1}일 때 그린 함수=전파 인자이다. 이는 다음과 같이 분배 함수
{\displaystyle Z(\beta )=\operatorname {tr} (-\beta H)}
의 멜린 변환으로 얻어진다.
{\displaystyle \operatorname {tr} (H^{-s})=\int _{0}^{\infty }\operatorname {tr} (-\beta H)\;\mathrm {d} \beta }
여기서 {\displaystyle \beta }는 (분배 함수의 관점에서) 온도의 역수이다.
이 사실은 파인먼 도형에 대응된 적분을 계산하는 데 매우 중요한 역할을 한다. 이 경우, 1고리 진공 진폭 {\displaystyle \operatorname {tr} (H^{-s})}을 계산하려면 이를 위와 같은 꼴의 멜린 변환으로 나타내는데, 이 경우 등장하는 보조 변수 {\displaystyle \beta }를 슈윙거 매개 변수(영어: Schwinger parameter)라고 한다. 이는 양자장론을 일종의 시그마 모형으로 간주하였을 때, 입자의 세계선의 시간( 의 {\displaystyle \mathrm {i} }배 --> 윅 회전 영어: Wick rotation )에 해당한다.

### 연산자의 제타 함수
보다 일반적으로, 콤팩트 매끄러운 다양체 {\displaystyle M}위의 복소수 매끄러운 벡터 다발 {\displaystyle E}위의 라플라스형 연산자 {\displaystyle H}의 열핵
{\displaystyle K(t,-,-)\in \Gamma ^{\infty }((E\otimes |\Lambda M|^{1/2})\boxtimes (E^{*}\otimes |\Lambda M|^{1/2})\qquad (t\in \mathbb {R} ^{+})}
를 생각하자. 이 경우, 임의의 함수 {\displaystyle f\in {\mathcal {C}}^{\infty }(M;\mathbb {R} )}에 대하여, 힐베르트 공간
{\displaystyle {\mathcal {H}}=\operatorname {L} ^{2}(M;E)}
에서의 대각합
{\displaystyle \operatorname {tr} \left(f\exp(-tH)\right)}
을 정의할 수 있다. 이제 이것의 {\displaystyle t}에 대한 멜린 변환을 취하자.
{\displaystyle \Gamma (s)\zeta _{D}(s;f)=\int _{0}^{\infty }t^{s}\operatorname {tr} \left(f\exp(-tH)\right)\,{\frac {\mathrm {d} t}{t}}}
(편의상 감마 함수 인자 {\displaystyle \Gamma (s)}를 삽입하였다.) 이 경우, {\displaystyle \zeta _{D}(s;f)}는 (적절한 해석적 연속을 가하면) 라플라스형 연산자 {\displaystyle H}의 제타 함수(영어: zeta function)라고 한다. 제타 함수의 특이점들은 라플라스형 연산자에 대한 다양한 정보들을 담고 있다.:§2.2

### 조합론
멜린 변환은 또한 조합론에서도 자주 등장한다.